# Nicole Reina
Nicole Svetlana Reina (Merefa, Ucrania, 25 de septiembre de 1997) es una deportista italiana de origen ucraniano que compite en atletismo. Ganó una medalla de plata en el Campeonato Europeo de Atletismo en Ruta de 2025, en la prueba de media maratón por equipo.

## Palmarés internacional
| Campeonato Europeo en Ruta | Campeonato Europeo en Ruta | Campeonato Europeo en Ruta | Campeonato Europeo en Ruta |
| Año                        | Lugar                      | Medalla                    | Prueba                     |
| -------------------------- | -------------------------- | -------------------------- | -------------------------- |
| 2025                       | Bruselas/Lovaina (Bélgica) | Medalla de plata           | Media maratón por equipo   |